# Hiéroglyphe égyptien G26

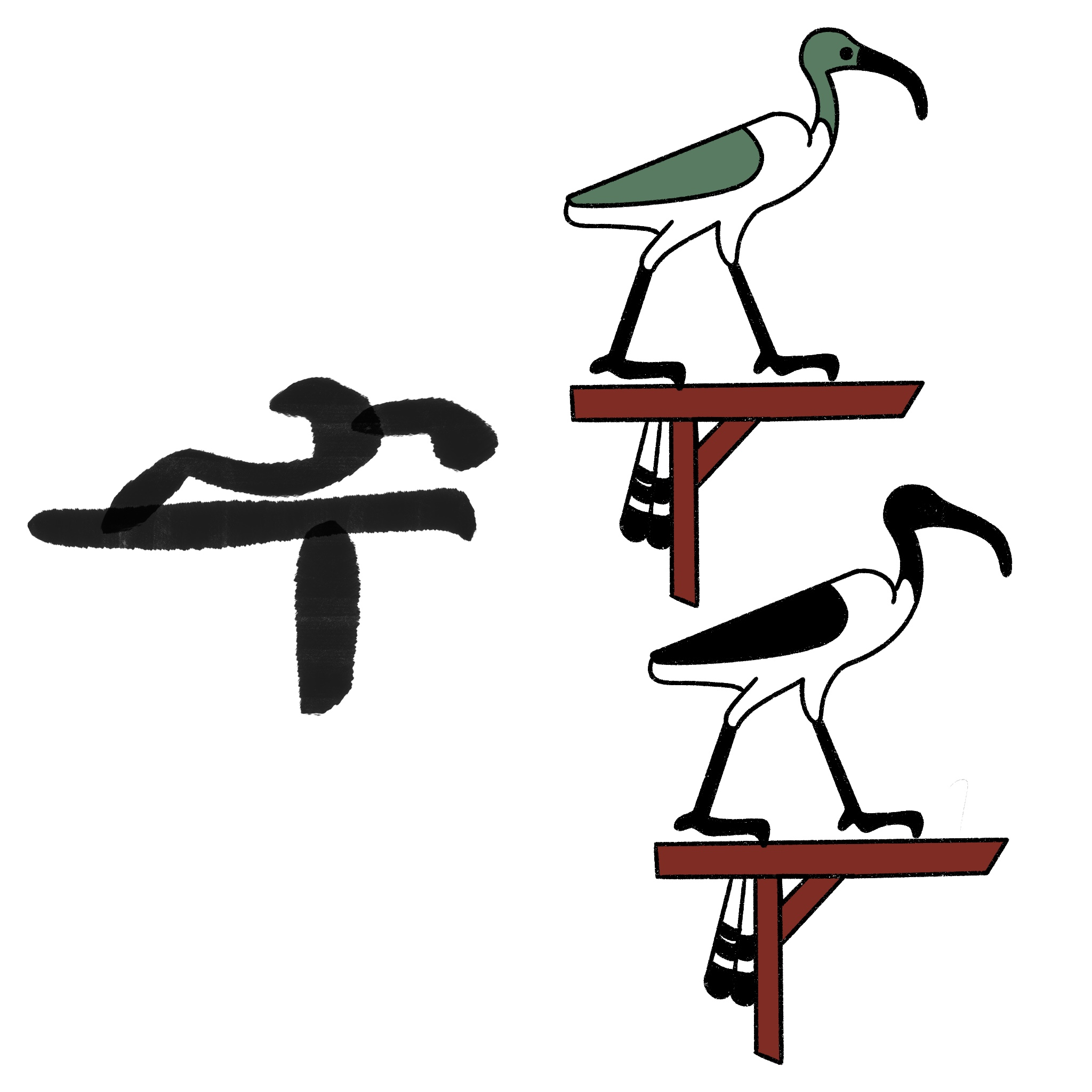
Version hiératique et hiéroglyphique

L'ibis sacré sur un pavois, en hiéroglyphes égyptiens, est classifié dans la section G « Oiseaux » de la liste de Gardiner ; il y est noté G26. 

## Représentation
Il représente un ibis sacré (Threskiornis aethiopicus) sur un pavois, sa tête est noire puis verte au Nouvel Empire, sa queue est souvent noire ainsi que ses pattes et son bec. Ses ailes deviennent vertes sous la période ramesside aussi son pavois est parfois orné d'une plume de Maât ou d'une mangeoire fichée à sa proue. Deux plumes noires et blanches sont accrochées au mât. Il est translittéré Ḏḥwty.

## Utilisation
| G26 · t · y | A40 |

| G26 · t · y | A40 |

| h | b | y | G26 |

| h | b | y | G26 |

Il a un variant graphique rare, l'Ibis sacré (G26A), de même usage.